# Francisco Rebelo
Pour les articles homonymes, voir Rebelo.
Francsico Rebelo, de son nom complet Francisco Moreira Silva Rebelo, est un footballeur portugais né le 12 octobre 1947 à Setúbal. Il évoluait au poste d'arrière droit.

## Biographie

### En club
Francisco Rebelo évolue toute sa carrière au Portugal, notamment au Vitória Setúbal dans lequel il joue près de 14 saisons,.
Il dispute un total de 280 matchs en première division portugaise, inscrivant quatre buts,.
Au sein des compétitions continentales européennes, il joue une trentaine de matchs en Coupe d'Europe (Coupe des villes de foires et Coupe de l'UEFA). Il atteint les quarts de finale de la Coupe d'Europe à trois reprises : tout d'abord en 1971, en étant battu par le club anglais de Leeds United, puis à nouveau en 1973 (défaite face au club londonien de Tottenham) et enfin en 1974 (défaite face au club allemand du VfB Stuttgart).

### En équipe nationale
International portugais, il reçoit huit sélections en équipe du Portugal entre 1971 et 1975, pour aucun but marqué ,.
Il joue son premier match en équipe nationale le 17 février 1971 dans le cadre des qualifications pour l'Euro 1972 contre la Belgique (défaite 0-3 à Anderlecht). 
Son dernier match a lieu le 19 novembre 1975, contre l'Angleterre pour les qualifications pour l'Euro 1976 (match nul 1-1 à Lisbonne).

## Palmarès
- Vice-champion du Portugal en 1972 avec le Vitória Setúbal
- Finaliste de la Coupe du Portugal en 1968 et 1973 avec le Vitória Setúbal